# Кенон ЕОС 60Д
Кенон ЕОС 60Д је дслр камера произведена од стране Кенона. Пуштен је у продају 26.8.2010.. Као део Кенонове еос двоцифрене линије, његов наследник ЕОС 50Д и претходник ЕОС 70Д. Први од Кенон еос серије који има артикулишући екран. Осим екрана главне нове функције су повећани исо распон, снимање у фул хд резолуцији као и обрада фотографије у самом софтверу камере. Поседује ДИГИЦ 4 сензор. Као и код 50Д има екран на горњем делу где се могу подешавати исо, аутофокус, модови за сликање. 60Д је у продаји као само тело али и у пакетима заједно са објективима ЕФ-С 18-200мм ф/3.5-5.6 ис, ЕФ-С 17-85 ф/4-5.6 ис усм,ЕФ-С 17-55мм ф/2.8 ис усм или 18-55мм ф/3.5-5.6 објективима.

## Карактеристике
Поредећи са ЕОС 50Д, следеће измене су направљене:
- Резолуција је повећана на 18.1 мегапиксела АПС-Ц ЦМОС сензор (50Д 15,1 мегапиксела).
- Највиша ИСО осетљивост је повећана на 6400 (50Д 3200 највише)
- Снимање видеа, има исте контроле као и Кенон ЕОС 550Д.
  - 1080p на 24,25 и 30 слика у секунди.
  - 720p на 50 и 60 слика у секунди.
  - 480p на 50 и 60 слика у секунди.
- Самостална контрола за снимање звука.
- Артикулишући екран 3,0” са мало већом резолуцијом 1.040.000 пиксела, 288 ппи.
- СД/СДХЦ слотови за меморијску картицу.
- Бежични Спидлајт блицеви.
- Мод за закључавање тастера.
- Електронска либела која се може приказати на екрану.
- ЛП-Е6 батерије, као и код 5Д МК 2.
- 3,5мм стерео микрофонски приључак

На сајту ДПР описали су ову промену као прелазак са аматерске фоторафије на напреднији ниво. И ако су неке ствари одстрањене, остаје легендарни точкић за контролу са задње стране камере као и информациони лцд екран са горње стране.

## Галерија
- Артикулишући екран
- Горња страна
- Задња страна
- 60Д са објективом 50мм ф/1.8

## ЕОС 60Да
Кенон је објавио и модификовану верзију 60д за астралну фотографију 3.4.2012, под називом еос 60Да. Он је наследник ЕОС 20Да.Камера има модификовани инфрацрвени филтер као и сензор за редукцију шума са повећаном хидроген алфа осетљивошћу због побољшања црвене хидрогене емисије маглине.. 60Да има три пута већу осетљивост на х-алфа светлост него 60Д.